# Bandicota bengalensis
Bandicota bengalensis е вид гризач от семейство Мишкови (Muridae). Видът не е застрашен от изчезване.

## Разпространение
Разпространен е в Индия, Малайзия, Мианмар, Непал, Пакистан, Тайланд и Шри Ланка. Внесен е в Индонезия и Саудитска Арабия.

## Описание
На дължина достигат до 4,7 cm, а теглото им е около 227 g.
Популацията на вида е нарастваща.